# 朱志荣
朱志荣（1961年2月2日—），安徽天长人，中国农工民主党党员，华东师范大学教授，教育部长江学者特聘教授。

## 生平
1983年毕业于安徽师范大学中文系，1990年获安徽师范大学硕士学位，同年留校任教。1995年获复旦大学博士学位。曾任苏州大学教授。2007年起任教于华东师范大学，现任华东师范大学美学与艺术理论研究中心主任，《中国美学研究》主编。

## 著作
- 《中国艺术哲学》（1997年，华东师范大学出版社）
- 《康德美学思想研究》（1997年，安徽人民出版社）
- 《西方文论史》（2007年，北京大学出版社）
- 《夏商周美学思想研究》（2009年，人民出版社）
- 《中国文学导论》（2009年，文化艺术出版社）
- 《中国现代通俗文学艺术论》（2009年，上海三联书店）
- 《日常生活中的美学》（2012年，上海人民出版社）
- 《中国审美理论》（2013年，上海人民出版社）
- 《中国审美意识通史》（八卷本）（主编）（2018年，人民出版社）

## 奖励
- 2013年，获第六届高等学校科学研究优秀成果奖（人文社会科学）三等奖[4]
- 2020年，获第八届高等学校科学研究优秀成果奖（人文社会科学）二等奖[5]